# Flower-Klasse (2003)
Die Flower-Klasse ist eine aus sechs Einheiten bestehende Schiffsklasse der dänischen Reederei Det Forenede Dampskibs-Selskab. Die Ro-Pax-Schiffe gehören zum Schiffstyp „RoRo 3900“ der Flensburger Schiffbau-Gesellschaft.

## Geschichte
Die Schiffe wurden zwischen 2003 und 2006 von der Flensburger Schiffbau-Gesellschaft gebaut. Zunächst waren drei Schiffe bestellt, später wurde dreimal ein weiteres Schiff des Typs bei der Flensburger Schiffbau-Gesellschaft bestellt. Gebaut wurden die Schiffe für die DFDS Tor Line, die sie in ihren „Eurobridge“- und „Anglobridge“-Services einsetzten, die in erster Linie Göteborg und Brevik mit Gent sowie Göteborg und Brevik aber auch Esbjerg mit Immingham und Tilbury verbanden. Die Baukosten beliefen sich auf über 2 Mrd. DKK.
Im Zuge der Umstrukturierung der Det Forenede Dampskibs-Selskab 2010 wurde die DFDS Tor Line mit der bestehenden DFDS Seaways verschmolzen. Infolgedessen wurden die Schiffe umbenannt, verblieben aber im gleichen Fahrtgebiet zwischen Skandinavien und Belgien bzw. Großbritannien.

## Beschreibung

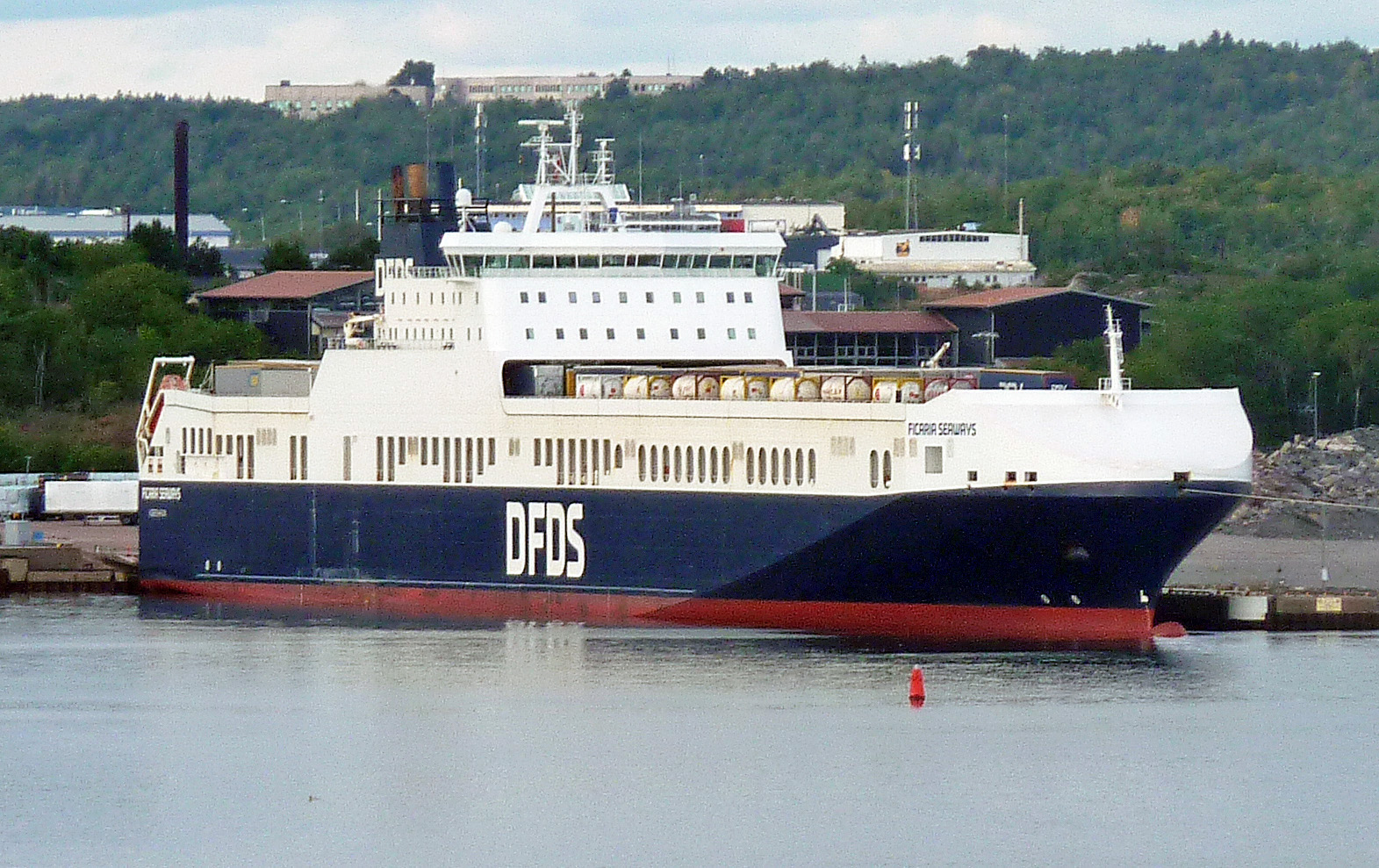
Das letzte Schiff der Serie: Ficaria Seaways (nach Verlängerung 2022)

Die Schiffe verfügen über vier Decks für rollende Ladung. Auf der Tankdecke stehen 376, auf dem Hauptdeck 1.046, auf dem Oberdeck 1.137 und auf dem Wetterdeck 1.272 Spurmeter zur Verfügung. Das untere Deck ist 5,20, das Hauptdeck 6,20 bzw. 6,80 und das Oberdeck 4,70 Meter hoch. Das Wetterdeck ist an den Stellen, an denen es überbaut ist, ebenfalls 4,70 Meter hoch. Vom Hauptdeck aus sind über eine höhenverstellbare Rampe auch zwei höhenverstellbare Autodecks zu erreichen, die insgesamt 3.772 m² Fläche mit 2.660 Spurmetern zur Verfügung stellen können.
Die Ladedecks sind durch Rampen miteinander verbunden. Die Rampen sind 4 Meter breit. Die Decks lassen sich jeweils an den Rampen gegeneinander verschließen, so dass insbesondere auch vom Wetterdeck kein Wasser in die darunterliegenden Decks laufen kann.
Die Schiffe werden über eine 18,10 Meter breite und 17 Meter lange Heckrampe be- und entladen, über die das Hauptdeck zu erreichen ist. Zusätzlich stehen zwei 4,30 × 4,00 Meter große Seitenpforten zur Verfügung, je eine auf der Backbord- bzw. Steuerbordseite, von denen aus die Autodecks direkt zu erreichen sind. Das Oberdeck kann auch über eine landseitige, bis zu acht Meter breite Brücke, erreicht werden.
Oberhalb des Wetterdecks befinden sich etwa ab der Mitte der Schiffe nach achtern die aus drei Decks bestehenden Decksaufbauten. Hier sind u. a. die Kabinen der Schiffsbesatzung, Messen, Aufenthalts- und Freizeiträume, die Kombüse und Wirtschaftsräume und die Brücke sowie zwölf Einzelkabinen für Passagiere untergebracht.

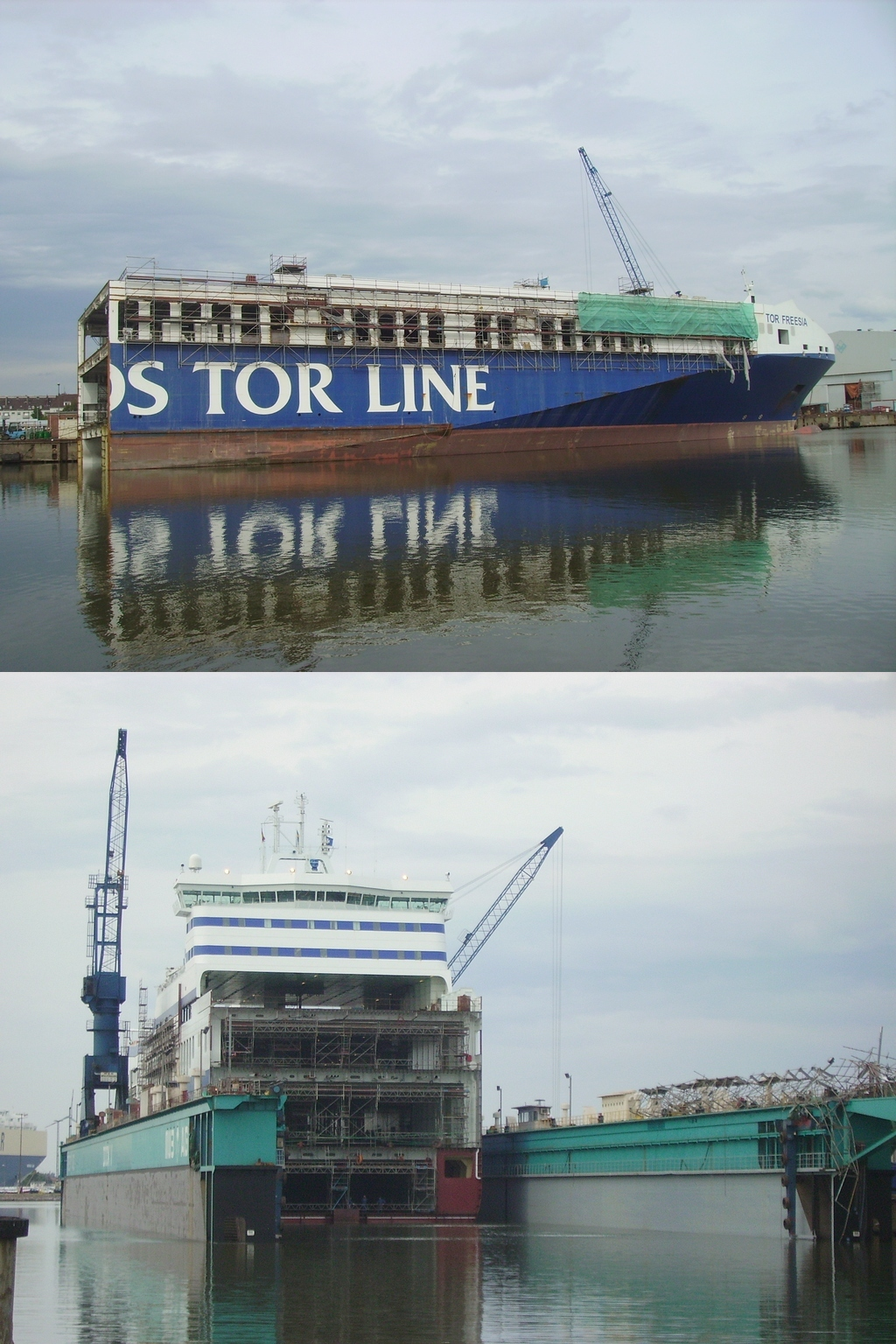
Die Tor Freesia bei der Verlängerung

Drei Schiffe der Serie, die Tor Ficaria, die Tor Freesia und die Tor Begonia, wurden 2009 auf der Werft MWB Motorenwerke Bremerhaven um 30 Meter verlängert. Die Primula Seaways folgte als viertes Schiff 2016 auf der Lloyd-Werft. Durch der Verlängerung der Schiffe vergrößerte sich die Tragfähigkeit auf 14.330 t. Die verlängerten Schiffe stellen nun 4.650 Spurmeter zur Verfügung. Alle Schiffe der Serie wurden zwischen 2011 und 2014 mit Gaswäschern zur Abgasnachbehandlung nachgerüstet.
Die Breite der Schiffe wurde durch die Schleusen in Immingham vorgegeben, die die Schiffe passieren können müssen.

## Technische Daten
Der Antrieb der Schiffe erfolgt durch einen Zweitakt-Neunzylinder-Dieselmotor des Typs MAN BW 9L60 MC-C mit 20.070 kW Leistung, der auf einen Verstellpropeller wirkt. Die Schiffe erreichen damit eine Geschwindigkeit von 22,5 kn. Die Motoren für die Schiffe wurden in Lizenz von Hyundai Heavy Industries in Ulsan, Südkorea, hergestellt.
Für die Stromversorgung stehen vier MAN-B&W-Dieselmotoren des Typs 7L21/31 mit jeweils 1.720 kW Leistung zur Verfügung, die vier Generatoren mit jeweils 2.040 kVA Scheinleistung antreiben. Als Notgenerator ist ein Dieselgenerator mit 450 kW Leistung verbaut.
Die Schiffe sind mit insgesamt vier Querstrahlsteueranlagen mit Verstellpropellern ausgerüstet, zwei im Bug mit je 1.100 kW Leistung und zwei im Heck mit je 880 kW Leistung.
Der Rumpf der Schiffe ist eisverstärkt (Eisklasse 1D). Die Schiffe haben eine Reichweite von rund 8.300 Seemeilen.

## Schiffe
| Flower-Klasse | Flower-Klasse | Flower-Klasse | Flower-Klasse                                                    | Flower-Klasse              |
| Bauname       | Baunummer     | IMO-Nummer    | Bestellung Kiellegung Stapellauf Ablieferung                     | Spätere Namen und Verbleib |
| ------------- | ------------- | ------------- | ---------------------------------------------------------------- | -------------------------- |
| Tor Magnolia  | 721           | 9259496       | 19. Dezember 2000 10. Februar 2003 23. Mai 2003 17. Oktober 2003 | 2011: Magnolia Seaways     |
| Tor Petunia   | 722           | 9259501       | 19. Dezember 2000 26. Mai 2003 26. September 2003 5. Januar 2004 | 2013: Petunia Seaways      |
| Tor Primula   | 723           | 9259513       | 19. Dezember 2000 29. September 2003 23. Januar 2004 3. Mai 2004 | 2011: Primula Seaways      |
| Tor Begonia   | 724           | 9262089       | 10. Dezember 2001 26. Januar 2004 14. Mai 2004 3. September 2004 | 2012: Begonia Seaways      |
| Tor Freesia   | 725           | 9274848       | 18. April 2002 17. Mai 2004 1. Oktober 2004 7. Januar 2004       | 2012: Freesia Seaways      |
| Tor Ficaria   | 730           | 9320568       | 16. April 2004 31. Oktober 2005 24. Februar 2006 23. Juni 2006   | 2011: Ficaria Seaways      |

Die Schiffe fahren unter dänischer Flagge, Heimathafen ist Kopenhagen.

## Sonstiges
Die Tor Magnolia als erstes Schiff der Serie wurde 2004 vom Hansa – International Maritime Journal als „Ship Of The Year“ sowie von Shippax mit dem „Shippax Award 2004“ als besonderes Ro-Ro-Schiff ausgezeichnet.